# 404 Arsinoe
Arsinoe (asteroide 404) é um asteroide da cintura principal com um diâmetro de 97,71 quilómetros, a 2,07984163 UA. Possui uma excentricidade de 0,1983143 e um período orbital de 1 526,29 dias (4,18 anos).
Arsinoe tem uma velocidade orbital média de 18,49182093 km/s e uma inclinação de 14,11570198º.
Este asteroide foi descoberto em 20 de Junho de 1895 por Auguste Charlois.